# Колиур
Колиу̀р (на френски: Collioure, на каталонски Cotlliure) е малък град в Южна Франция, предградие на Аржелес-сюр-Мер.

## География
Намира се в департамент Източни Пиренеи в регион Лангедок-Русийон. Разположен е на брега на Средиземно море, на няколко километра от границата с Испания. Населението му е около 3082 души (2012).

## История
Колиур е главното пристанище на каталонската област Русийон и през 12 век е един от важните центрове на търговията в Средиземноморието. Превзет през 1642 от войските на маршал дьо ла Мейерей, той е окончателно присъединен към Франция през 1659. Градът е превърнат във важен укрепен пункт по френско-испанската граница. През 1793 е подложен на последната неуспешна обсада от испанските войски.

## Личности
В самото начало на 20 век в Колиур се срещат художници, като Андре Дерен, Жорж Брак, Анри Матис, Пабло Пикасо, Чарлс Рени Макинтош и Цугухару Фуджита. В града възниква авангардното течение в изкуството, наречено фовизъм. В Колиур е погребан испанският поет Антонио Мачадо, който умира в града, бягайки от настъпващите войски на Франсиско Франко в края на Испанската гражданска война.

## Население
| 1946 | 1954 | 1962 | 1968 | 1975 | 1982 | 1990 | 1999 | 2006 | 2010 |
| ---- | ---- | ---- | ---- | ---- | ---- | ---- | ---- | ---- | ---- |
| 2516 | 2587 | 2652 | 2525 | 2516 | 2527 | 2726 | 2763 | 2937 | 2989 |